# Maurice Kendall

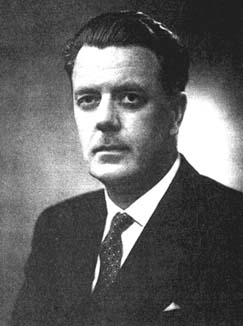
Maurice Kendall

Sir Maurice George Kendall (ur. 6 września 1907, zm. 29 marca 1983) – brytyjski statystyk. Laureat Medal Guya (1968).

## Życiorys
Studiował matematykę w St John’s College na Uniwersytecie Cambridge .
Jeden z pionierów statystyki nieparametrycznej i metod rangowych. Znany m.in. z prac nad współczynnikami korelacji rangowej (tau Kendalla, W Kendalla).